# Toshiba Classic 1995
Toshiba Classic 1995 — жіночий тенісний турнір, що проходив на відкритих кортах з твердим покриттям La Costa Resort and Spa у Сан-Дієго (США). Належав до турнірів 2-ї категорії в рамках Туру WTA 1995. Відбувсь усімнадцяте і тривав з 31 липня до 6 серпня 1995 року. Друга сіяна Кончіта Мартінес здобула титул в одиночному розряді й отримала 79,5 тис. доларів США.

## Фінальна частина

### Одиночний розряд
Кончіта Мартінес —  Ліза Реймонд 6–2, 6–0
- Для Мартінес це був 5-й титул в одиночному розряді за сезон і 25-й — за кар'єру.

### Парний розряд
Джиджі Фернандес /  Наташа Звєрєва —  Алексія Дешом-Баллере /  Сандрін Тестю 6–2, 6–1
- Для Фернандес це бувs 5-й титул за сезон і 60-й — за кар'єру. Для Звєрєвої це був 4-й титул за сезон і 59-й — за кар'єру.